# Joachim Ansorge
Joachim Ansorge (* 19. September 1939 in Berlin; † 1. April 1980 ebenda) war ein deutscher Schauspieler und Synchronsprecher. Er war ein Enkel des Pianisten und Komponisten Conrad Ansorge. Er war Schüler von Hilde Körber an der Max-Reinhardt-Schule für Schauspiel in Berlin. Er schied freiwillig aus dem Leben.

## Synchrontätigkeit
Ansorge lieh unter anderem Alain Delon, Henry Fonda und Robert Redford seine Stimme. Er war unter anderem in den Filmen Doktor Schiwago,  Die Braut trug schwarz und Ein Mann wird gejagt sowie in der Serie Unsere kleine Farm zu hören.

## Schauspieltätigkeit
Als Schauspieler war Ansorge unter anderem in den Fernsehserien Polizeifunk ruft, Der Kommissar und Der Alte sowie in zahlreichen TV-Filmen zu sehen.
Seine Grabstätte befindet sich auf dem Friedhof der Evangelisch-Lutherischen Kirchengemeinde in Meldorf (Dithmarschen) (Familiengrab Dreher).

## Filmografie (Auswahl)
- 1963: Endspurt
- 1964: Ein Frauenarzt klagt an
- 1964: Das Bild des Menschen. Gespräche einer letzten Nacht
- 1964: Zwei oder drei Ehen
- 1965: Vorsicht bei grauen Schläfen
- 1966: Wie lernt man Mädchen kennen...?
- 1966: Brille und Bombe: Bei uns liegen Sie richtig!
- 1967: Die Trennung
- 1967: Der Tod eines Mitbürgers
- 1967: John Gabriel Borkmann
- 1967: Liebesgeschichten – Folge: Reisepläne
- 1967: Gerhard Langhammer und die Freiheit
- 1967: Heiraten ist immer ein Risiko
- 1968: Eine halbe Stunde
- 1968: Mord in Frankfurt
- 1968: Als Liebe ein Verbrechen war
- 1968: Polizeifunk ruft  – Folge: Blüten auf St. Pauli
- 1970: Professor Blaise
- 1970: Eine Telefonehe
- 1970: Trauer muss Elektra tragen
- 1971: Die Stadt unter Segeln
- 1971: Zum kleinen Glück
- 1971: Die gefälschte Göttin
- 1971: Die Stimme hinter dem Vorhang
- 1972: Der Kommissar – Folge: Fluchtwege
- 1972: Die seltsamen Abenteuer des geheimen Kanzleisekretärs Tusmann
- 1973: Artur, Peter und der Eskimo
- 1973: Im Schillingshof (Fernsehfilm)
- 1974: Die Fälle des Herrn Konstantin
- 1974: Der Kommissar – Folge: Schwierigkeiten eines Außenseiters
- 1976: Die Lady von Chikago
- 1976: Die Affäre Lerouge
- 1977: Planübung
- 1977: Mulligans Rückkehr
- 1978: Der Alte – Folge: Bumerang
- 1978: Die Eingeschlossenen
- 1980: Das Drehbuch

## Synchronarbeiten (Auswahl)
- Alain Delon in Die Abenteurer als Manu, Du kannst anfangen zu beten als Dino Barran und in  Der Clan der Sizilianer als Roger Sartet
- Jean-Claude Brialy in Die Braut trug schwarz als Corey
- Henry Fonda in Raubfischer in Alaska als Jim Kimmerlee und in Die Falschspielerin als Charles Pike
- Elvis Presley in Die wilden Weiber von Tennessee und in Verschollen im Harem
- Robert Redford in Ein Mann wird gejagt als Charlie Reeves und in Schussfahrt als David Chappellet
- Tom Courtenay in Doktor Schiwago als Pasha Antipow
- Terence Hill in Old Surehand  1. Teil als Toby Spencer
- Anthony Perkins in Du wirst noch an mich denken als Neil Curry
- Robert Wagner in Der geheimnisvolle Dritte als Jack Washington
- Michael Landon in Unsere kleine Farm als Charles Ingalls